# Vine Grove
Vine Grove is een plaats (city) in de Amerikaanse staat Kentucky, en valt bestuurlijk gezien onder Hardin County.

## Demografie
Bij de volkstelling in 2000 werd het aantal inwoners vastgesteld op 4169.
In 2006 is het aantal inwoners door het United States Census Bureau geschat op 3945, een daling van 224 (-5,4%).

## Geografie
Volgens het United States Census Bureau beslaat de plaats een oppervlakte van
15,3 km², geheel bestaande uit land. Vine Grove ligt op ongeveer 235 m boven zeeniveau.

## Plaatsen in de nabije omgeving
De onderstaande figuur toont nabijgelegen plaatsen in een straal van 20 km rond Vine Grove.